# سعيد صيام
سعيد محمد شعبان صيام (22 يوليو 1959 – 15 يناير 2009) وزير الداخلية في أول حكومة لحركة حماس ونائب في المجلس التشريعي الفلسطيني. اغتالته إسرائيل في 15 يناير 2009. يعتبر سعيد صيام من أبرز قادة حماس السياسيين الجدد في القطاع ويلقب بالرجل الحديدي في حركة المقاومة الإسلامية حماس. عضو المكتب السياسي لحماس. 

## الميلاد والنشأة
ولد سعيد محمد شعبان صيام في الثاني والعشرين من يوليو عام 1959م، في مخيم الشاطئ للاجئين غرب غزة لأسرة هجرها الاحتلال الإسرائيلي من قرية الجورة قضاء عسقلان عام 1948م.

## التعليم والتكوين
تخرج عام 1980 من دار المعلمين في رام الله، وحصل على دبلوم تدريس العلوم والرياضيات، ثم أكمل دراسته الجامعية في جامعة القدس المفتوحة بمدينة غزة، وحصل منها على شهادة البكالوريوس في التربية الإسلامية عام 2000م، عمل معلما في مدارس وكالة غوث وتشغيل اللاجئين الفلسطينيين في غزة من العام 1980 حتى نهاية العام 2003 حيث اضطر إلى ترك العمل بسبب مضايقات إدارة وكالة الغوث على خلفية انتمائه السياسي. كما كان عضو اتحاد الموظفين العرب في وكالة الغوث لعدة دورات، وترأس لجنة قطاع المعلمين لمدة سبع سنوات متتالية، وكان عضو مجلس أمناء الجامعة الإسلامية في غزة، وقد كان من مؤسسي أكاديمية فلسطين للعلوم الأمنية بغزة وأول رئيس لمجلس أمنائها. وعضو الهيئة التأسيسية لمركز أبحاث المستقبل، كما عمل خطيبا وإماما متطوعا في مسجد اليرموك في مدينة غزة، وعمل كذلك واعظا وخطيبا في العديد من مساجد قطاع غزة.

## نشاطه السياسي
شارك صيام في لجان الإصلاح التي شكلها الشيخ أحمد ياسين، لحل النزاعات والشجارات بين الناس والمواطنين وذلك منذ مطلع الانتفاضة الأولى التي عرفت بـ«انتفاضة المساجد» أو «انتفاضة أطفال الحجارة».
على الصعيد السياسي مثل حركة حماس في لجنة المتابعة العليا للقوى الوطنية والإسلامية، وكان عضو القيادة السياسية لحركة حماس في قطاع غزة حيث تسلم دائرة العلاقات الخارجية في الحركة.
أنتخب عضواً في المجلس التشريعي الفلسطيني عن كتلة التغيير والإصلاح ممثلة حركة المقاومة الإسلامية حماس. في العام 2006م، وحصل على نحو 76 ألف صوت، وهو الرقم الأعلى على الإطلاق في الانتخابات الفلسطينية، ثم كلف بمنصب وزير الداخلية والشؤون المدنية في الحكومة الفلسطينية العاشرة. أسس قوة داعمة للقوى الأمنية الفلسطينية في قطاع غزة، سميت بالقوة التنفيذية.
تم تعيينه وزيرا للداخلية في الحكومة الفلسطينية المقالة في غزة في 3 يونيو 2008 في إطار توسيع الحكومة وتعيين 6 وزراء جدد.

## الاعتقالات والابعاد
اعتقلته قوات الاحتلال أربع مرات إدارياً (بدون تهمة) في سجون الاحتلال بين عامي (1989م- 1992م).

### الابعاد لمرج الزهور
أبعدته قوات الاحتلال الإسرائيلية إلى مرج الزهور بجنوب لبنان لمدة عام.

### في سجون السلطة الفلسطينية (حركة فتح)
اعتقل لدى جهاز الاستخبارات العسكرية التابع للسلطة الفلسطينية (حركة فتح) في عام 1995م.

## محاولات الاغتيال
بدأ اسم سعيد صيام يظهر على قوائم الاغتيال الإسرائيلية بعد اغتيال الدكتور الرنتيسي والشيخ أحمد ياسين عام 2004، وتصدر قوائم الاغتيال بعد توليه منصب وزير الداخلية وتشكيل القوة التنفيذية، ونشرت الصحافة العبرية اسمه ضمن 16 اسماً مرشحة للاغتيال قبيل الحرب على غزة.
أثار صيام غضب حركة فتح وقياداتها حين عقد سلسلة مؤتمرات صحفية كشف فيها عن وثائق تثبت تورط قيادات في الأجهزة الأمنية الفلسطينية بالتجسس على دول عربية وإسلامية، وما زاد التدهور في العلاقة مع حركة فتح عقد سلسلة من المؤتمرات الصحيفة أعلن فيها عن تورط قيادات في حركة فتح في مخططات تفجير واغتيال في قطاع غزة بعد سيطرة حركته على القطاع.
في يونيو/حزيران 2006م قصفت طائرات الاحتلال الحربية مكتب وزير الداخلية آنذاك سعيد صيام وذلك في إطار العدوان على غزة بعد اختطاف الجندي الصهيوني جلعاد شاليط.

## في معركة الفرقان
نجح الوزير صيام في حماية الجبهة الداخلية في معركة الفرقان (الحرب على غزة 2008–2009)، بعد أن قصف الاحتلال أكثر من مئة موقع حكومي، جُلها تتبع لوزارة الداخلية، أودت بحياة قرابة 250 رجل أمن، و تمكن من إعادة رجال الأمن إلى الشارع بعد ساعات فقط من استهداف المقرات الأمنية كافة، ما أظهر حكمته البالغة في إدارة الأزمة.
استشهد سعيد صيام في 15 من يناير عام 2009م، في استهداف طائرات الاحتلال الحربية من نوع F16 لمنزل شقيقه في حي اليرموك في مدينة غزة، برفقة نجله محمد وشقيقه وزوجة شقيقه، بالإضافة إلى عدد من الفلسطينيين، ليختتم بذلك حياة برع فيها مربياً وداعية ومجاهداً وقائداً ووزيراً وشهيداً
حماس نعته وقالت أنه لحق بإخوانه القادة الشهداء الذين ارتقوا من قبل أمثال الشيخ أحمد ياسين والدكتور عبد العزيز الرنتيسي وإبراهيم المقادمة والمهندس إسماعيل أبو شنب وجمال منصور وجمال سليم والشيخ صلاح شحادة وأخيرا بالشهيد القائد الشيخ نزار ريان الذي ارتقى هو الآخر في غارة مماثلة استشهد هو و15 من أفراد أسرته.

## وصلات خارجية
- سعيد صيام.. الصراع بين فتح وحماس، برنامج لقاء اليوم، قناة الجزيرة، 22 أكتوبر 2006.